# Eustegia
Eustegia là chi thực vật có hoa trong họ Apocynaceae.

## Các loài
- Eustegia filiformis (Thunb.) Schult., 1820
- Eustegia fraterna N.E.Br., 1908
- Eustegia hastata (Thunb.) R. Br. ex Schult., 1811. WCSPF không công nhận loài này mà coi nó là đồng nghĩa của Eustegia minuta.[2]
- Eustegia macropetala Schltr., 1895
- Eustegia minuta (L.f.) N.E.Br., 1908
- Eustegia plicata Schinz, 1894